# James Nill
James Edward Nill dit Jim Nill (né le 11 avril 1958 à Hanna dans la province d'Alberta au Canada) est un joueur professionnel canadien de hockey sur glace devenu dirigeant. Il évoluait au poste d'ailier droit. 
Il est présentement le directeur général des Stars de Dallas dans la Ligue nationale de hockey, poste qu'il occupe depuis 2013.

## Biographie
Il a joué au niveau junior avec les Tigers de Medicine Hat avant d'être choisi par les Blues de Saint-Louis au sixième tour lors du repêchage amateur de la LNH 1978. Il quitte les Tigers pour ensuite jouer avec l'Université de Calgary en plus de participer aux Jeux olympiques d'hiver de 1980 avec l'équipe du Canada.
Il devient professionnel en 1980-1981 avec Golden Eagles de Salt Lake, qui sont affiliés aux Blues dans la LCH, avant de faire ses débuts dans la LNH la saison suivante. Durant cette même saison, les Blues l'échangent aux Canucks de Vancouver avec Tony Currie, Rick Heinz et un choix de repêchage contre Glen Hanlon. Après trois saisons avec les Canucks, il est échangé durant la saison 1983-1984 aux Bruins de Boston contre Peter McNab. Un an plus tard, les Bruins l'échangent aux Jets de Winnipeg en retour de Morris Lukowich. Son passage avec les Jets dure jusqu'en janvier 1988 lorsqu'il est échangé aux Red Wings de Détroit contre Mark Kumpel. Il se retire après la fin de la saison 1990-1991, saison passée dans la LAH avec le club-école des Red Wings.
En 1992, il rejoint l'équipe de recruteurs des Sénateurs d'Ottawa, nouvelle équipe d'expansion dans la LNH. Deux ans plus tard, il rejoint les Red Wings de Détroit en tant que directeur du développement des joueurs. Après deux victoires de la Coupe Stanley gagnées par les Red Wings en 1996 et 1998, il est promu au poste de directeur général adjoint à Ken Holland. Après avoir occupé ce poste durant 14 saisons avec deux autres Coupes (2002 et 2008), il est nommé directeur général par les Stars de Dallas le 29 avril 2013.
Il a été directeur général pour l'équipe du Canada lors du championnat du monde en 2004 et 2015, éditions qui se concluent chacune par une médaille d'or.
En tant que directeur général des Stars de Dallas, il remporte le trophée Jim-Gregory (meilleur DG) pour la saison 2022-2023.

## Statistiques

### En club
| Saison     | Équipe                     | Ligue      |     | Saison régulière | Saison régulière | Saison régulière | Saison régulière | Saison régulière |    | Séries éliminatoires | Séries éliminatoires | Séries éliminatoires | Séries éliminatoires | Séries éliminatoires |
| Saison     | Équipe                     | Ligue      | PJ  | B                | A                | Pts              | Pun              | PJ               | B  | A                    | Pts                  | Pun                  |                      |                      |
| 1974-1975  | Falcons de Drumheller      | AJHL       | 59  | 30               | 30               | 60               | 103              | 12               | 5  | 6                    | 11                   | 35                   |                      |                      |
| 1975-1976  | Tigers de Medicine Hat     | WCHL       | 62  | 5                | 11               | 16               | 69               | 9                | 1  | 1                    | 2                    | 20                   |                      |                      |
| 1976-1977  | Tigers de Medicine Hat     | WCHL       | 71  | 23               | 24               | 47               | 140              | 4                | 2  | 2                    | 4                    | 4                    |                      |                      |
| 1977-1978  | Tigers de Medicine Hat     | WCHL       | 72  | 47               | 46               | 93               | 252              | 12               | 8  | 7                    | 15                   | 37                   |                      |                      |
| 1978-1979  | Université de Calgary      | CIAU       | 17  | 8                | 7                | 15               | 36               | 3                | 1  | 2                    | 3                    | 4                    |                      |                      |
| 1979-1980  | Équipe du Canada           | Intl       | 45  | 13               | 19               | 32               | 54               | -                | -  | -                    | -                    | -                    |                      |                      |
| 1980-1981  | Golden Eagles de Salt Lake | LCH        | 79  | 28               | 34               | 62               | 222              | 16               | 9  | 8                    | 17                   | 38                   |                      |                      |
| 1981-1982  | Blues de Saint-Louis       | LNH        | 61  | 9                | 12               | 21               | 127              | -                | -  | -                    | -                    | -                    |                      |                      |
| 1981-1982  | Canucks de Vancouver       | LNH        | 8   | 1                | 2                | 3                | 5                | 16               | 4  | 3                    | 7                    | 67                   |                      |                      |
| 1982-1983  | Canucks de Vancouver       | LNH        | 65  | 7                | 15               | 22               | 136              | 4                | 0  | 0                    | 0                    | 6                    |                      |                      |
| 1983-1984  | Canucks de Vancouver       | LNH        | 51  | 9                | 6                | 15               | 78               | -                | -  | -                    | -                    | -                    |                      |                      |
| 1983-1984  | Bruins de Boston           | LNH        | 27  | 3                | 2                | 5                | 81               | 3                | 0  | 0                    | 0                    | 4                    |                      |                      |
| 1984-1985  | Bruins de Boston           | LNH        | 49  | 1                | 9                | 10               | 62               | -                | -  | -                    | -                    | -                    |                      |                      |
| 1984-1985  | Jets de Winnipeg           | LNH        | 20  | 8                | 8                | 16               | 38               | 8                | 0  | 1                    | 1                    | 28                   |                      |                      |
| 1985-1986  | Jets de Winnipeg           | LNH        | 61  | 6                | 8                | 14               | 75               | 3                | 0  | 0                    | 0                    | 4                    |                      |                      |
| 1986-1987  | Jets de Winnipeg           | LNH        | 36  | 3                | 4                | 7                | 52               | 3                | 0  | 0                    | 0                    | 7                    |                      |                      |
| 1987-1988  | Jets de Winnipeg           | LNH        | 24  | 0                | 1                | 1                | 44               | -                | -  | -                    | -                    | -                    |                      |                      |
| 1987-1988  | Hawks de Moncton           | LAH        | 3   | 0                | 0                | 0                | 6                | -                | -  | -                    | -                    | -                    |                      |                      |
| 1987-1988  | Red Wings de Détroit       | LNH        | 36  | 3                | 11               | 14               | 55               | 16               | 6  | 1                    | 7                    | 62                   |                      |                      |
| 1988-1989  | Red Wings de Détroit       | LNH        | 71  | 8                | 7                | 15               | 83               | 6                | 0  | 0                    | 0                    | 25                   |                      |                      |
| 1989-1990  | Red Wings de l'Adirondack  | LAH        | 20  | 10               | 8                | 18               | 24               | -                | -  | -                    | -                    | -                    |                      |                      |
| 1989-1990  | Red Wings de Détroit       | LNH        | 15  | 0                | 2                | 2                | 18               | -                | -  | -                    | -                    | -                    |                      |                      |
| 1990-1991  | Red Wings de l'Adirondack  | LAH        | 32  | 3                | 10               | 13               | 74               | 2                | 0  | 0                    | 0                    | 2                    |                      |                      |
| Totaux LNH | Totaux LNH                 | Totaux LNH | 524 | 58               | 87               | 145              | 845              | 59               | 10 | 5                    | 15                   | 203                  |                      |                      |

### En équipe nationale
| Année | Équipe | Compétition     |   | PJ | B | A | Pts | Pun      |  | Résultat |
| 1980  | Canada | Jeux olympiques | 6 | 1  | 2 | 3 | 4   | 6e place |  |          |

## Trophées et honneurs personnels

### Ligue nationale de hockey
- 2022-2023 : remporte le trophée Jim-Gregory en tant que directeur général des Stars de Dallas
- 2023-2024 : remporte le trophée Jim-Gregory en tant que directeur général des Stars de Dallas